# Goalpara (huyện)
Huyện Goalpara là một huyện thuộc bang Assam, Ấn Độ. Thủ phủ huyện Goalpara đóng ở Goalpara. Huyện Goalpara có diện tích 1824 ki lô mét vuông. Đến thời điểm năm 2001, huyện Goalpara có dân số 822306 người.